# Catacamas
Catacamas est une municipalité du Honduras, dans le département d'Olancho. C'est un important centre agricole ainsi que le siège de l'Universidad Nacional de Agricultura.
À quelques kilomètres au nord-est se situent les grottes de Talgua, surnommées les « grottes aux crânes rougeoyants » car elles servaient d'ossuaire au peuple qui habitait la région vers 900 av. J.-C., d'après la datation par le carbone 14.

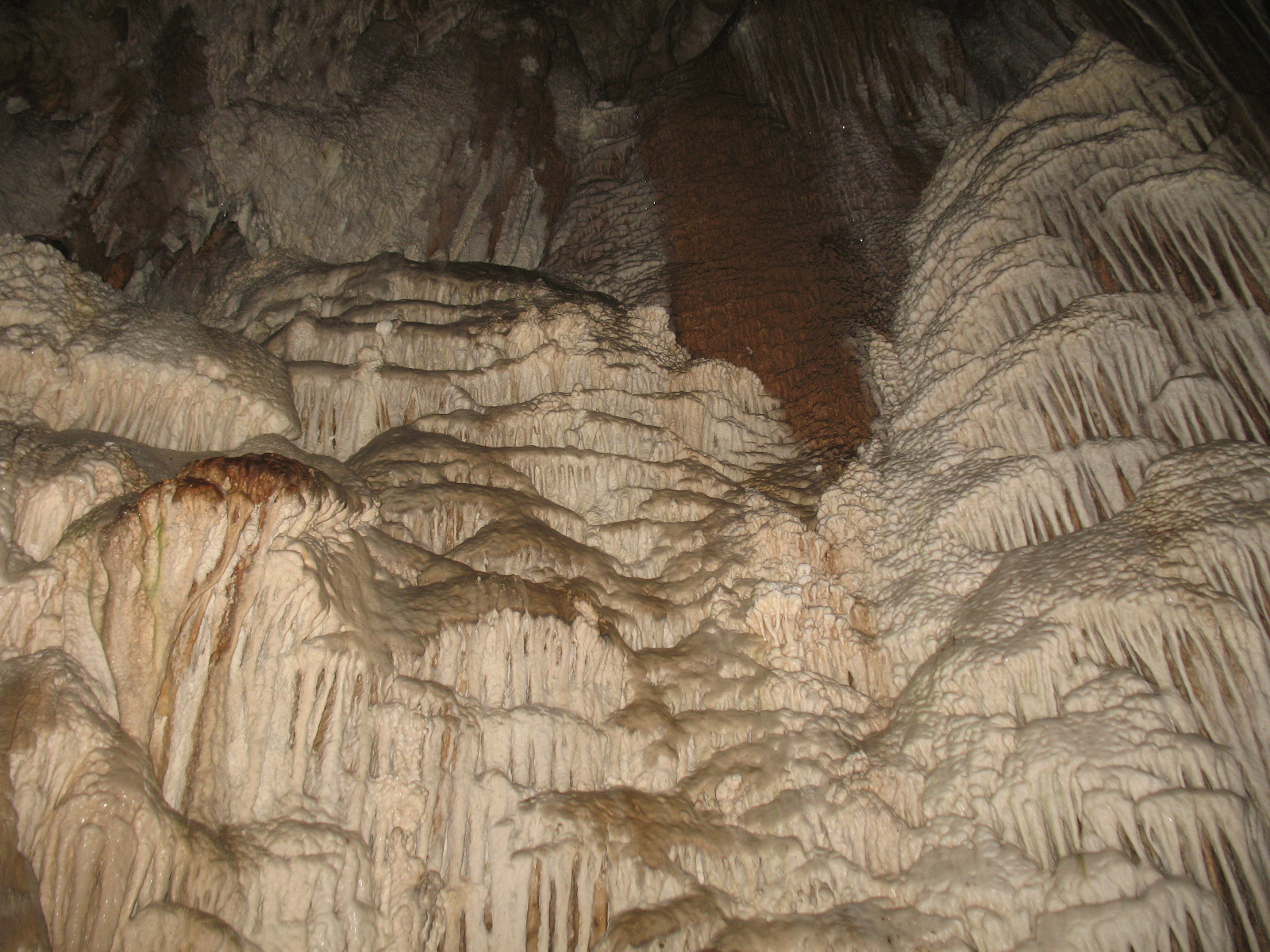
Grottes de Talgua.